# Ted Lasso
A Ted Lasso sport témájú amerikai vígjáték-drámasorozat, melyet Jason Sudeikis, Bill Lawrence, Brendan Hunt és Joe Kelly alkotott meg. A történet alapjául az a szereplő szolgált, melyet Sudeikis az angol labdarúgó-bajnokságról szóló NBC Sports reklámokban alakított. A sorozat középpontjában az amerikaifutball-edző Ted Lasso áll. Leszerződtetik Londonba egy angol labdarúgócsapat edzőjeként. A csapat tulajdonosa titokban azt reméli, tapasztalatlansága miatt kudarcot vall, viszont  optimista vezetési módszerei váratlanul sikeresnek bizonyulnak.
Az első évad 2020. augusztus 14-én, a második évad 2021. július 23-án, a harmadik évad 2023. március 15-én jelent meg az Apple TV+-n.
Az első évadot egyéb elismerések mellett 20 Primetime Emmy-díjra jelölték. Ezzel az Emmy-díj történetében – vígjátéksorozatént – rekordot döntött, mint legtöbb jelölést szerző első évad. Megnyerte a legjobb vígjátéksorozatnak járó Emmyt, Sudeikis, Waddingham és Goldstein pedig színészi alakításaikért kaptak díjat. Sudeikis egy Golden Globe-díjat is nyert, legjobb férfi főszereplő (musical- vagy vígjátéksorozat) kategóriában.

## Történet
Ted Lassót, egy amerikai főiskolai amerikaifutball-edzőt váratlanul felveszik egy fiktív angol Premier League labdarúgócsapat, az AFC Richmond edzőjének – annak ellenére, hogy semmi tudása és tapasztalata nincs az európai futballal kapcsolatban. A csapat tulajdonosa, Rebecca Welton válása után szerezte meg a tulajdonjogokat volt férjétől, Ruperttől. Lassó alkalmazásával azt reméli, a csapat bukását fogja okozni és ezzel összetöri Rupertet, akit jobban érdekel az AFC Richmond, mint bármi más. Lasso azonban személyiségével és humorával lenyűgözi a csapatot és idővel Rebeccát is, eközben pedig sikerre viszi a csapatot.

## Szereplők

### Főszereplő
1. évadtól
- Jason Sudeikis – Ted Lasso, a kansasi Wichitából származó amerikaifutball-edző, akit felfogadnak az AFC Richmond nevű angol labdarúgócsapat edzőjének. Bár eleinte nevetség tárgyává válik eltúlzott optimizmusa és a sportágban való tapasztalatlansága miatt, kedves és jóindulatú edzői stílusával elnyeri idővel elnyeri az emberek rokonszenvét.
- Hannah Waddingham – Rebecca Welton, az AFC Richmond új tulajdonosa. Eleinte Lasso alkalmazásával tönkre akarja tenni a csapatot, de később megkedveli az edzőt, majd Keeley Jones barátja és mentora lesz.
- Jeremy Swift – Leslie Higgins, a klub ügyvezető igazgatója, ötgyermekes családapa.
- Phil Dunster – Jamie Tartt, tehetséges, de egoista fiatal csatár.
- Brett Goldstein – Roy Kent, veterán középpályás, az AFC Richmond csapatkapitánya, később segédedzője. A szereplőt Roy Keane-ről mintázták.
- Brendan Hunt – Willis Beard edző, Lasso Peoriából (Illinois) származó asszisztense és barátja.
- Nick Mohammed – Nathan "Nate" Shelley, az AFC Richmond szertárosa, majd segédedzője, később a West Ham United FC vezetőedzője.
- Juno Temple – Keeley Jones, modell, később a klub marketing és PR-menedzsere.

2–3. évadtól
- Sarah Niles – Dr. Sharon M. Fieldstone sportpszichológus (2. évad, visszatérő szereplő – 3. évad).

- Anthony Head – Rupert Mannion, Rebecca haragtartó, szoknyavadász exférje, az AFC Richmond korábbi tulajdonosa, később a West Ham United tulajdonosa (3. évad, visszatérő szereplő – 1. évad, vendégszereplő – 2. évad)

- Toheeb Jimoh – Samuel "Sam" Obisanya, fiatal nigériai jobbhátvéd, később jobb szélső (3. évad, visszatérő szereplő – 1-2. évad).
- Cristo Fernández – Dani Rojas, fiatal mexikói csatár (3. évad, visszatérő szereplő – 1-2. évad).
- Kola Bokinni – Isaac McAdoo, középhátvéd, később csapatkapitány-helyettes, majd csapatkapitány (3. évad, visszatérő szereplő – 1-2. évad).
- Billy Harris – Colin Hughes, fiatal walesi balszélső (3. évad, visszatérő szereplő – 1-2. évad).
- James Lance – Trent Crimm, szkeptikus riporter, a sorozat elején a The Independent munkatársa  (3. évad, visszatérő szereplő – 1-2. évad).

### Mellékszereplő
| Szerep                        | Színész            |
| ----------------------------- | ------------------ |
| Thierry Zoreaux / "Van Damme" | Moe Jeudy-Lamour   |
| Richard Montlaur              | Stephen Manas      |
| Jan Maas                      | David Elsendoorn   |
| Moe Bumbercatch               | Mohammed Hashim    |
| Will Kitman                   | Charlie Hiscock    |
| Zava                          | Maximilian Osinski |
| Mae Green                     | Annette Badland    |
| Flo "Sassy" Collins           | Ellie Taylor       |
| Michelle (Keller) Lasso       | Andrea Anders      |
| Henry Lasso                   | Gus Turner         |

## Epizódok
| Évad | Évad | Részek száma | Részek száma | Eredeti sugárzás    | Eredeti sugárzás |
| Évad | Évad | Részek száma | Részek száma | Évadbemutató        | Évadzáró         |
| ---- | ---- | ------------ | ------------ | ------------------- | ---------------- |
|      | 1.   | 10           | 10           | 2020. augusztus 14. | 2020. október 2. |
|      | 2.   | 12           | 12           | 2021. július 23.    | 2021. október 8. |
|      | 3.   | 12           | 12           | 2023. március 15.   | 2023. május 31.  |

## Fordítás
Ez a szócikk részben vagy egészben  a   Ted Lasso című angol Wikipédia-szócikk ezen változatának fordításán alapul.  Az eredeti cikk szerkesztőit annak laptörténete sorolja fel. Ez a jelzés csupán a megfogalmazás eredetét és a szerzői jogokat jelzi, nem szolgál a cikkben szereplő információk forrásmegjelöléseként.